# Roland (Statue)

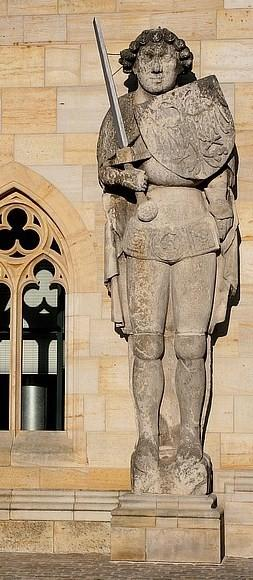
Rolandstatue in Halberstadt

Der Roland ist ein Standbild eines Ritters mit bloßem Schwert (Richtschwert) und gilt als Sinnbild der Stadtrechte. Rolandstatuen stehen deshalb – den eher in Südeuropa verbreiteten Gerichtssäulen vergleichbar – auf Marktplätzen oder vor Rathäusern und sind vor allem in nord- und ostdeutschen Städten häufiger zu finden. Darüber hinaus existieren weitere Statuen in Mitteleuropa, Kroatien und Lettland sowie Nachbildungen in Brasilien und den Vereinigten Staaten von Amerika. Die meisten Rolandstatuen sind aus Sandstein gefertigt.

## Bedeutung
Im Mittelalter wurden Rolande als Zeichen bürgerlicher Freiheit in vielen Städten aufgestellt („Rolandstadt“). Die Rolandsfigur galt als Sinnbild der Eigenständigkeit einer Stadt mit Marktrecht und eigener Gerichtsbarkeit und damit der Freiheit. Auch andere Errichtungsgründe konnten eine Rolle spielen. So war der Brandenburger Roland auch Ausdruck der wirtschaftlichen Prosperität der Stadt.
Die Figur des Rolands, die durch das Rolandslied bekannt wurde, hatte im Mittelalter den Status eines Volkshelden. Der Ruhm geht zurück auf das Schicksal Hruotlands, der unter Karl dem Großen Graf der bretonischen Mark war. Roland fiel bei einem Rückzugsgefecht gegen die Waskonen (Basken unter Graf „Lupus“) in den Pyrenäen im Tal von Roncesvalles am 15. August 778. Dies wird in Einhards Karlsbiographie, der Vita Caroli Magni, in zwei Zeilen kurz referiert. Hieraus entstand das Rolandslied.
Ein Roland diente später auch als Gegensymbol zur kirchlichen Herrschaft. In diesem Zusammenhang ist interessant, dass zehn Rolande in Gebieten mit geistlicher Herrschaft errichtet wurden, aber nur zwei in Freien Reichsstädten, was als Ausdruck sich zu Gunsten des aufstrebenden Stadtbürgertums verändernder Machtverhältnisse gesehen werden kann. Die ältesten Figuren des Rolands, vor allem in Südeuropa, hatten hingegen einen starken christlichen Bezug. Rolande standen hauptsächlich dort, wo das sächsische Recht galt.
Neben den ausdrücklich als Roland zu bezeichnenden Standbildern entstanden auch ähnlich gestaltete Ritterfiguren als Symbol der von den Bürgern verteidigten oder zumindest beanspruchten städtischen Freiheit, z. B. die sogenannten „Riesen“ an der Trierer Steipe. Auch der sogenannte Murrmann im unterfränkischen Geiselwind entstand als Zeichen für die von der Obrigkeit verliehenen Rechte, in diesem Fall der Marktgerechtigkeit.

## Rolandstatuen in ausgewählten deutschen Städten

### Brandenburg
Eine der bekanntesten Rolandstatuen findet sich in Brandenburg an der Havel vor dem Altstädtischen Rathaus. Im Gegensatz zum Neustädtischen Rathaus hatte die ursprünglich davor stehende Rolandsstatue den Zweiten Weltkrieg unbeschadet überstanden und wurde anschließend vor dem Altstädtischen Rathaus aufgestellt. Der Legende nach soll die Figur ein Büschel Donnerkraut in einer Mulde auf dem Kopf vor Blitzeinschlägen schützen.
Perleberg
In der Kreisstadt Perleberg (Prignitz) steht eine Rolandstatue auf dem Marktplatz vor dem Rathaus.

### Bremen

Bremer Roland auf 2-Euro-Gedenkmünze

Bremen hatte Schriften zufolge bereits früh einen hölzernen Roland, der jedoch 1366 im Auftrag des Erzbischofs Albert II. verbrannt worden sein soll. 1404 wurde der Bremer Roland als Symbol für Recht und Freiheit im fränkischen Reich aus hellem Elmkalkstein neu errichtet. Er wurde auf dem Rathausplatz gegenüber dem Bremer Dom aufgestellt. Für den Bischof stellte dies einen Affront dar, verfestigte es doch den Wunsch der Bremer Bürger nach Unabhängigkeit von seiner Vorherrschaft. Von Bremen aus verbreitete sich das Bild des Rolands als Freiheitssymbol in Europa. Im Juli 2004, 600 Jahre nach seiner Errichtung, wurde der Roland von Bremen zusammen mit dem Bremer Rathaus aufgrund dieser Bedeutung für die Unabhängigkeit der Stadt in die Liste des Weltkulturerbes der UNESCO aufgenommen. Die deutsche 2-Euro-Gedenkmünze von 2010 trägt das Motiv des Rolands vor dem Rathaus.
Zudem gibt es in der Bremer Neustadt den Kleinen Roland, welcher im 18. Jahrhundert von Neustädter Bürgern gestiftet wurde.

### Sachsen

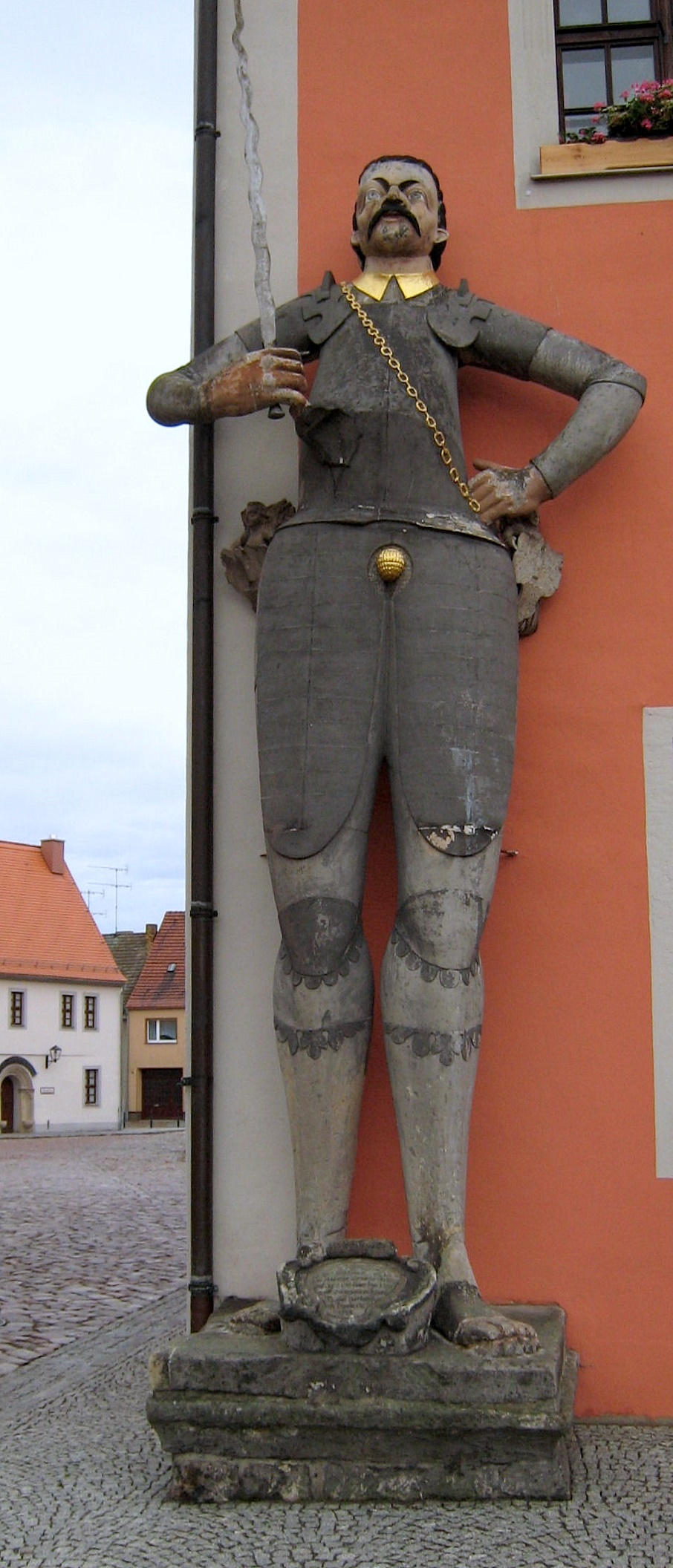
Roland in Belgern

In Belgern findet sich neben einer Rolandstatue der Roland-Park, wo Miniatur-Ausgaben von Rolanden aus ganz Deutschland ausgestellt sind.

### Sachsen-Anhalt
Belegt sind etwa 55 Rolandstatuen, von denen 20 erhalten sind. Allein 13 der bekannten Statuen befinden sich in Sachsen-Anhalt, was eine deutliche Konzentration im östlichen und westlichen Raum der mittleren Elbe zeigt. Dies entspricht dem östlichen und nördlichen Grenzbereich des Frankenreiches um 800 und deutet die Verbindung zu Karl dem Großen an.
Burg
Der Roland zu Burg, auch Roland de Ries genannt, gehört mit seinen 5,60 Metern Körperhöhe zu den größten Rolandstandbildern Deutschlands und ist eine Kopie nach historischem Vorbild.
Halberstadt
Der Halberstädter Roland wurde 1433 dem hölzernen Vorbild von 1381 nachempfunden.
Haldensleben
Der Haldenslebener Roland ist der einzige reitende Roland in Europa.
Halle (Saale)
Der Hallesche Roland ist als einzige Roland-Statue nicht in Rüstung und wird kunsthistorisch in die Zeit um das Jahr 1245 datiert.
Lutherstadt Eisleben
Vor dem Rathaus der Neustadt von Eisleben steht in einer Kopie aus Muschelkalk von 1926 die Figur „Bergmannsroland“ (Kutzke) bzw. „Kamerad Martin“ als Symbol der rechtlichen Unabhängigkeit der Neu- von der Altstadt, ein UNESCO-Weltkulturerbe. Auf dem Schild der knienden zeitgenössischen Bergmannsfigur mit Keilhaue ist das Wappen der Stadtgründer, der Grafen von Mansfeld-Hinterort, abgebildet.
Magdeburg
Der Magdeburger Roland ist eine Kopie nach historischem Vorbild.
Quedlinburg
Der Quedlinburger Roland ist einer der kleinsten seiner Art.
Questenberg
Der Questenberger Roland ist einer der wenigen Rolande aus Holz.
Stendal
Der Stendaler Roland ist nur sechs Zentimeter kleiner als der Bremer Roland und mit Sockel 7,8 Meter hoch. Zudem trägt er das längste Schwert aller Rolande.
Zerbst
Der Roland in Zerbst ist als hölzerne Figur seit 1385 urkundlich belegt, 1445 wurde er durch eine steinerne Statue ersetzt.

### Schleswig-Holstein
Die bekannteste unter den Rolandstatuen in Schleswig-Holstein steht in Bad Bramstedt. In Wedel steht eine Roland genannte Statue, die jedoch abweichend von den Rolandstatuen die Attribute Krone und Reichsapfel trägt, welche ihn als Kaiserbildnis Karls des Großen ausweisen. Diese Kaiserstatue wurde 1558 als Hinweis auf die auf dem dortigen Ochsenmarkt geltende sächsische Rechtsordnung errichtet. Beide Statuen stehen am historischen Ochsenweg.

### Thüringen
Nordhausen
Der Nordhäuser Roland ist eine Eichenholzfigur in der nordthüringischen Stadt Nordhausen. Eine erste Erwähnung fand bereits im Jahr 1411 statt. Die heutige Form der Figur stammt aus dem Jahr 1717, dieser Roland ist im neuen Rathaus zu finden. Eine farbenfrohe Kopie des Originals befindet sich auf einem Sandsteinsockel vor dem alten Rathaus. Diese Statue ist aus Epoxidharz, jedoch fast identisch mit der von 1717 stammenden Holzfigur.
Neustadt/Harz
Der Neustädter Roland befindet sich in dem südharzer Erholungsort Neustadt. Die Figur steht heute vor einer Gastwirtschaft und hat durchaus kleine Ähnlichkeiten mit dem Nordhäuser Roland, hält allerdings kein Schwert in der rechten Hand. Eine urkundliche Ersterwähnung ist nicht bekannt, allerdings wurde 1730 die heutige Figur gefertigt, nachdem der Vorgänger einem Stadtbrand zum Opfer gefallen war.

### Westfalen
In den bedeutenden Städten Westfalens existierten Analogien zu den Rolandstatuen. In der Reichsstadt Dortmund war die Funktion auf Stadtpatron Reinoldus übertragen. Ein übermannsgroßes, hölzernes Standbild des Heiligen aus dem frühen 14. Jahrhundert befindet sich bis heute in der Reinoldikirche, eine weitere Statue war ehemals auf der Stadtmauer aufgestellt. In der einst etwa gleich großen Stadt Soest war die „Rolandsfunktion“ auf St. Patroklus projiziert, er wird hier im St.-Patrokli-Dom mit einer Statue gewürdigt.

## Der Roland als Wappenmotiv

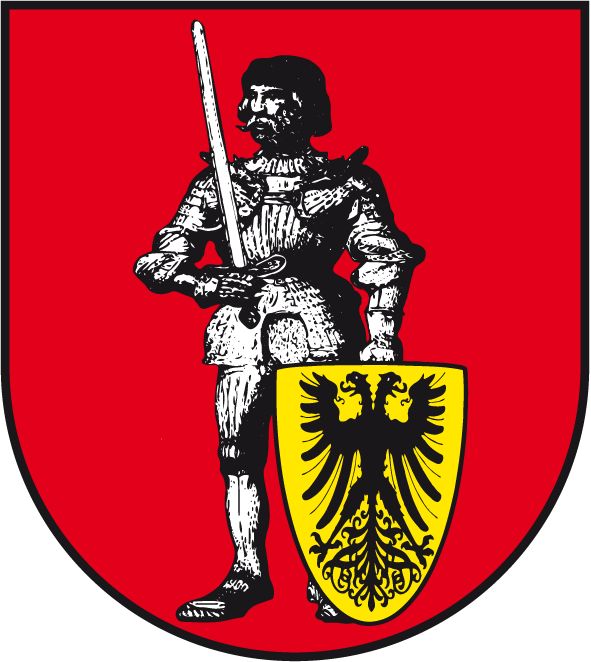
Roland in Buch/Altmark

In einigen Orten entwickelte sich der Roland später zum Wappenmotiv, so in Wedel, Bad Bramstedt oder Wolfsburg-Hehlingen. Das Hehlinger Wappen zeigt einen reitenden Roland, die Haldensleber Figur, welche laut Legende 1419 aus Hehlingen entführt wurde. Im Jahr 2012, rechtzeitig zur 900-Jahr-Feier Hehlingens, wurde ein 3,50 m großer, aus Bronze gegossener und von dem Künstler Georg Arfmann gestalteter neuer reitender Roland wieder an der dortigen St.-Pankratius-Kirche aufgestellt.  Ähnliche Entführungslegenden finden sich häufiger im Zusammenhang mit Rolanden, was als ein weiteres Zeichen ihrer hohen symbolischen Bedeutung gewertet werden kann. Bis zum Ende der juristischen Selbstständigkeit der Neustadt von Eisleben (1809) war der „Bergmannsroland“ (s. o.) auch auf deren Siegel abgebildet.

## Moderne Rolandfiguren
- Kiel: Der Schwertmann von Adolf Brütt (1912)
- Bad Windsheimer Roland, 1928 errichtet als Mahnmal, acht Meter hohe Rolandfigur aus Muschelkalksandstein und elf Meter hohe Säule
- Bremen-Katasteramt: „Rolandplastik“ von August Welp (um 1975)
- Debstedt: „Blechroland“ von Albrecht von der Reith (um 1995)
- Hamburg: Das 1906 von Hugo Lederer in Form eines Rolandes errichtete Bismarck-Denkmal
- Brobergen: Der 2007 vom Fähr- und Geschichtsverein Brobergen u. Umgebung e. V. an der historischen Burgstelle an der Oste errichtete hölzerne Roland[10]
- Kalkutta: Im Botanische Garten in Shibpur steht eine Rolandstatue von Narayanan Ramachandran, errichtet 1991 als Symbol für das Stadtrecht
- Westerland: In einem Verkehrskreisel steht hier eine Rolandsfigur als Mahnmal des Ersten Weltkrieges.

## Bilder

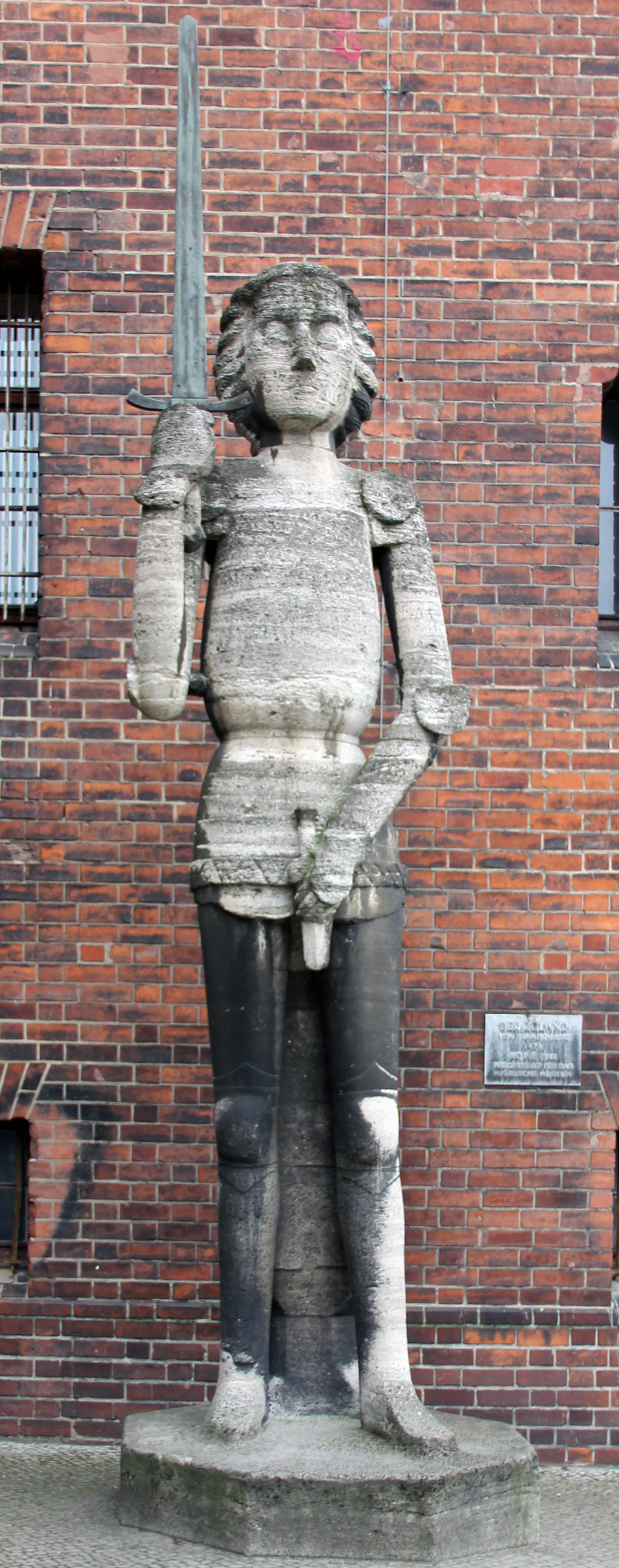
Roland von Brandenburg in Berlin
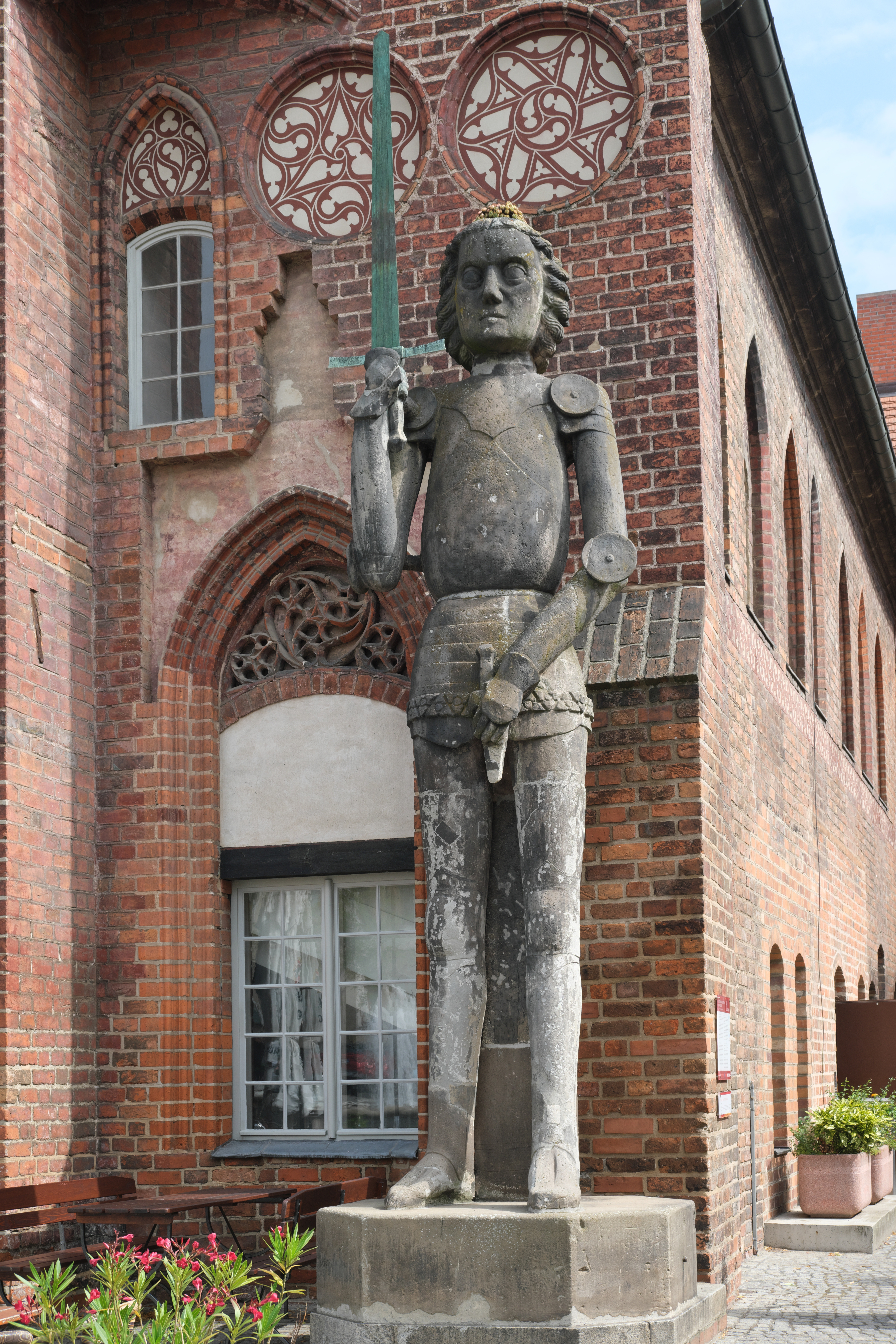
Roland in Brandenburg an der Havel
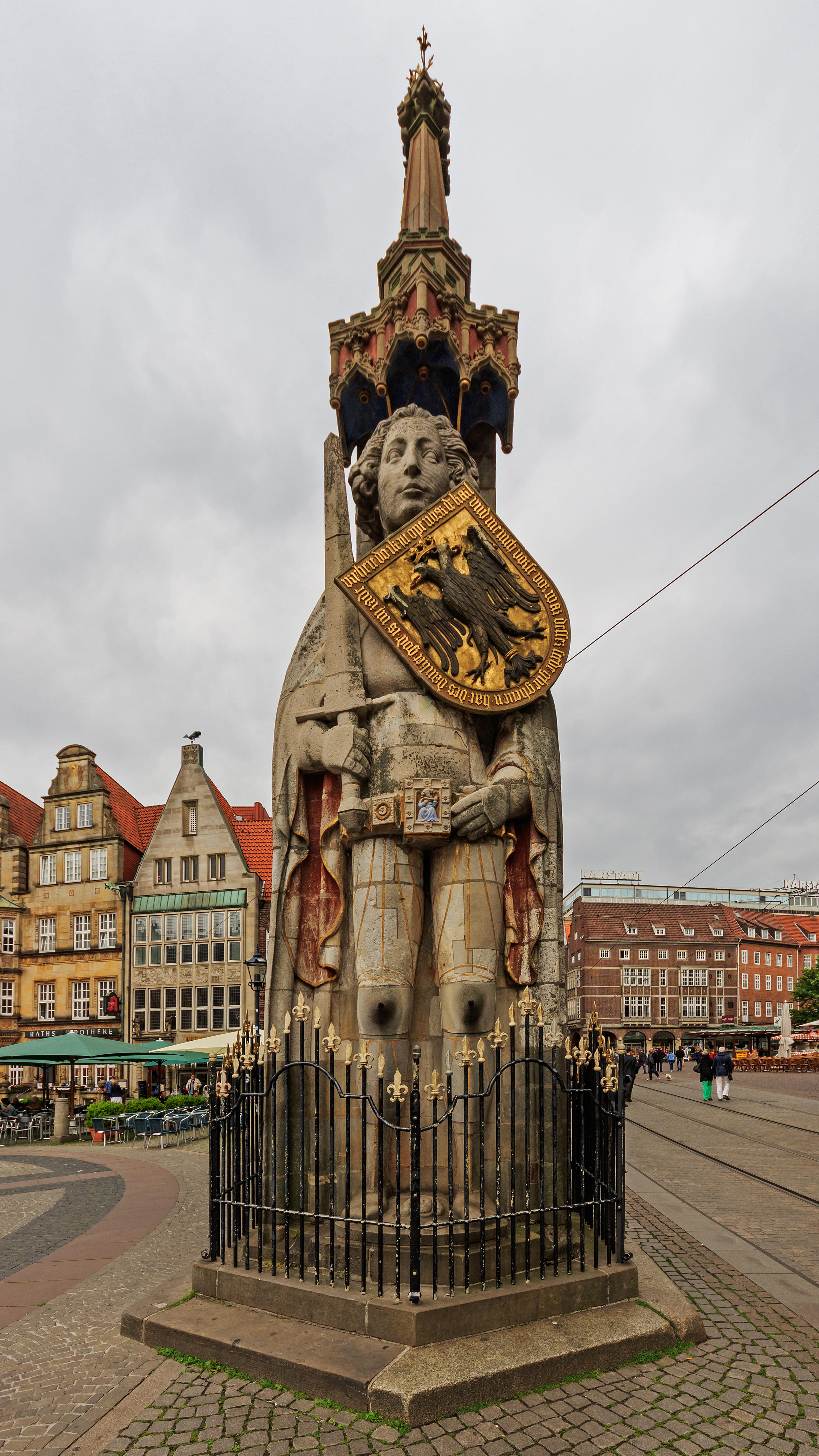
Rolandstatue in Bremen (Marktplatz)
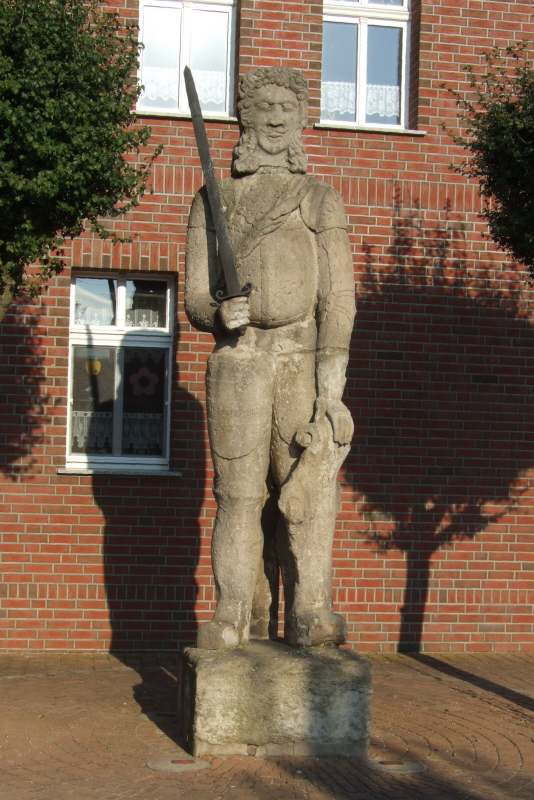
Roland in Buch (Elbe)
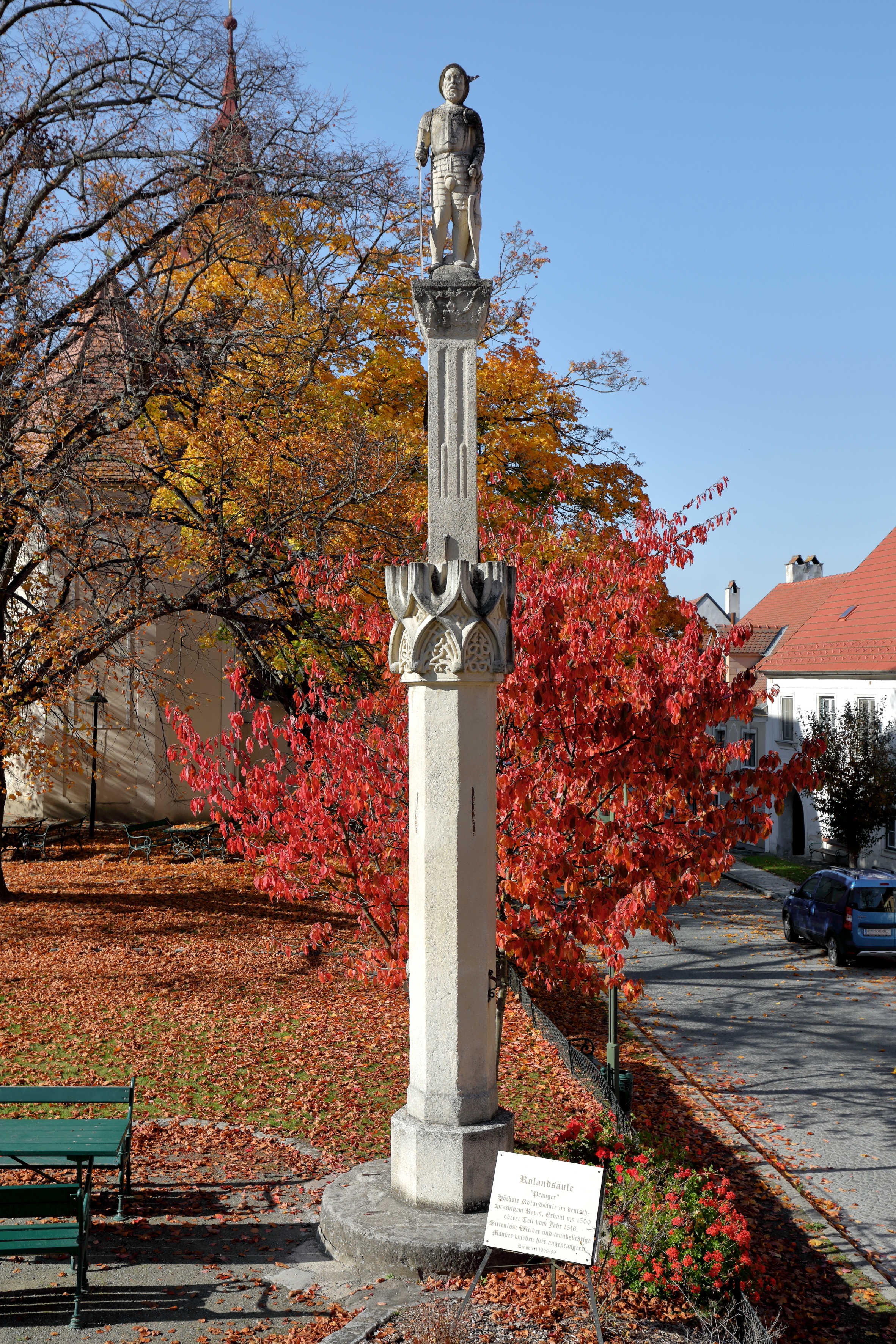
Rolandsäule in Drosendorf (Niederösterreich)
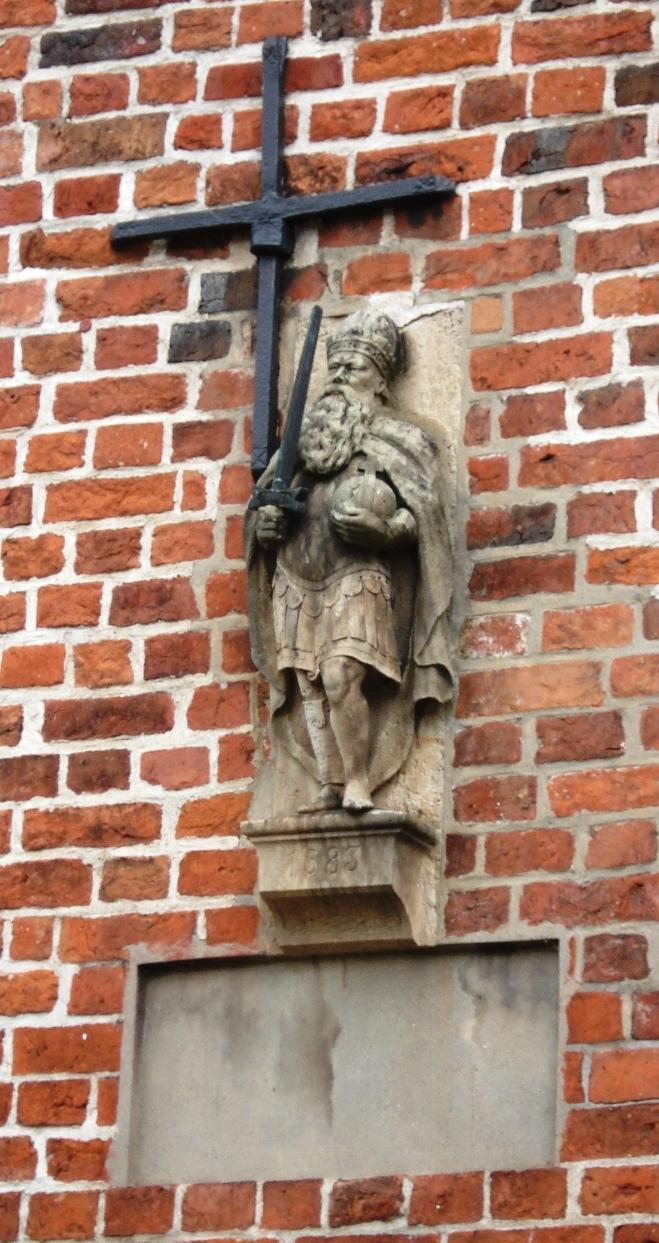
Der Eutiner Roland an der Außenwand des Eutiner Schlosses
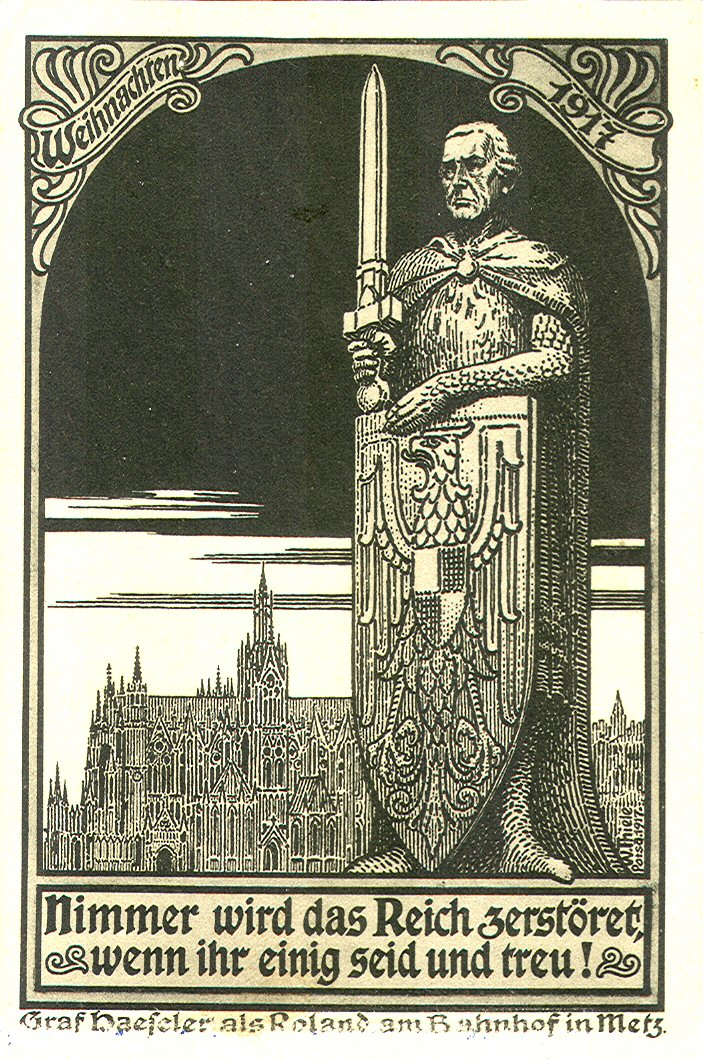
Generalfeldmarschall von Haeseler als Roland am Uhrenturm des Metzer Hauptbahnhofes
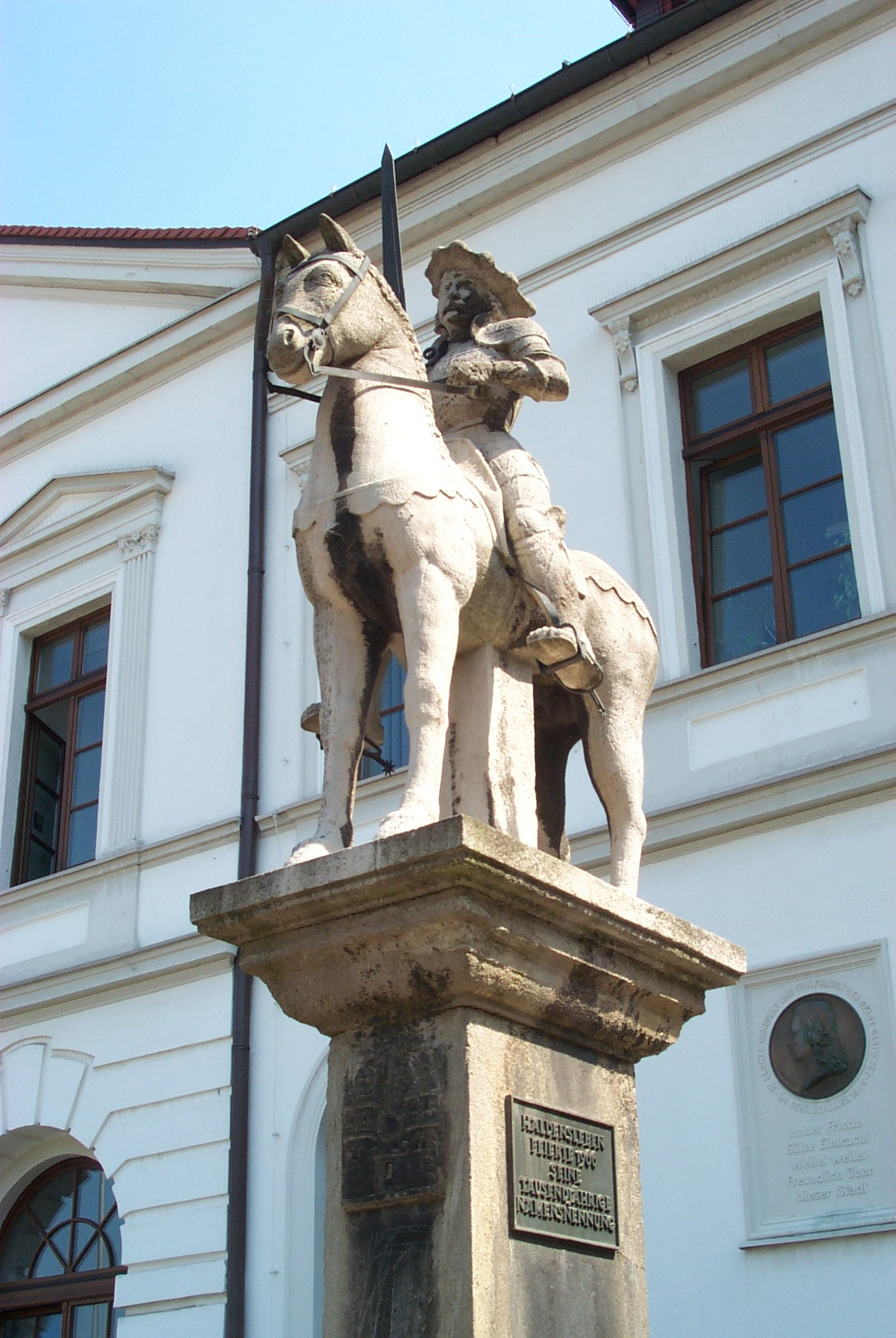
Der reitende Haldensleber Roland (Nachbildung)
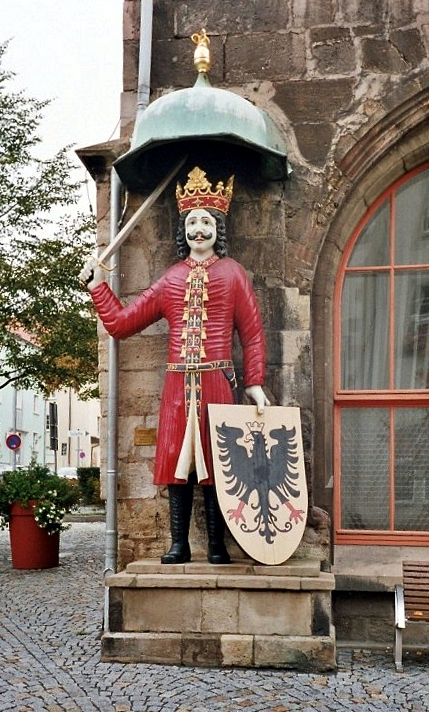
Nordhäuser Roland (Nachbildung)
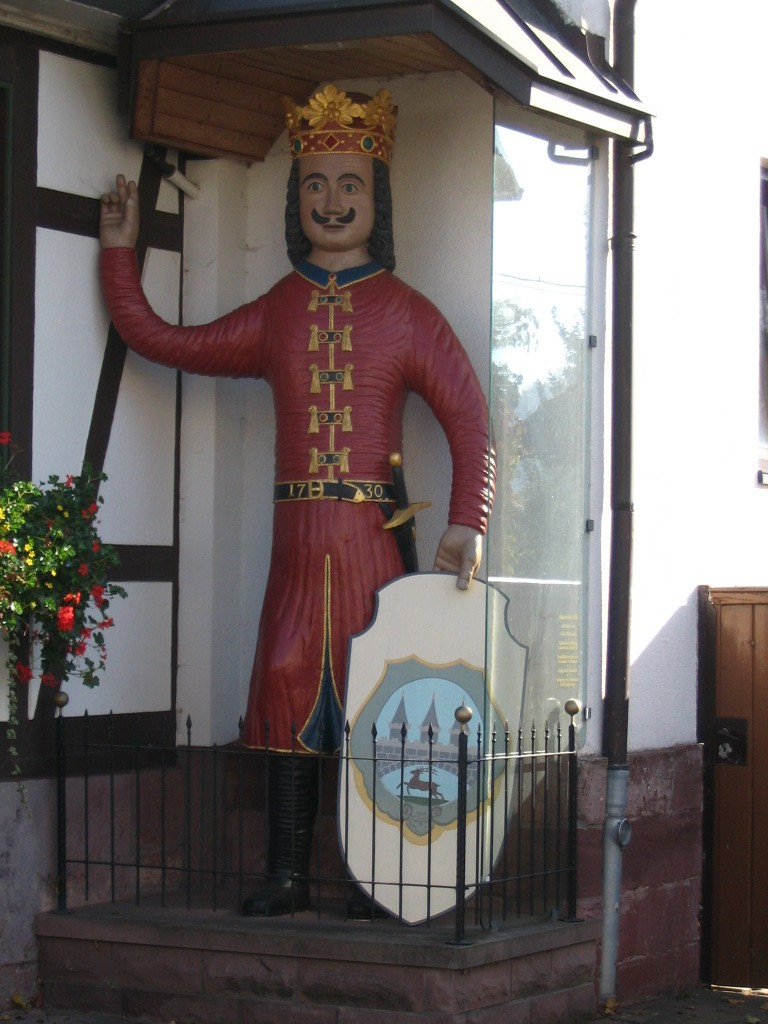
Roland in Neustadt/Harz
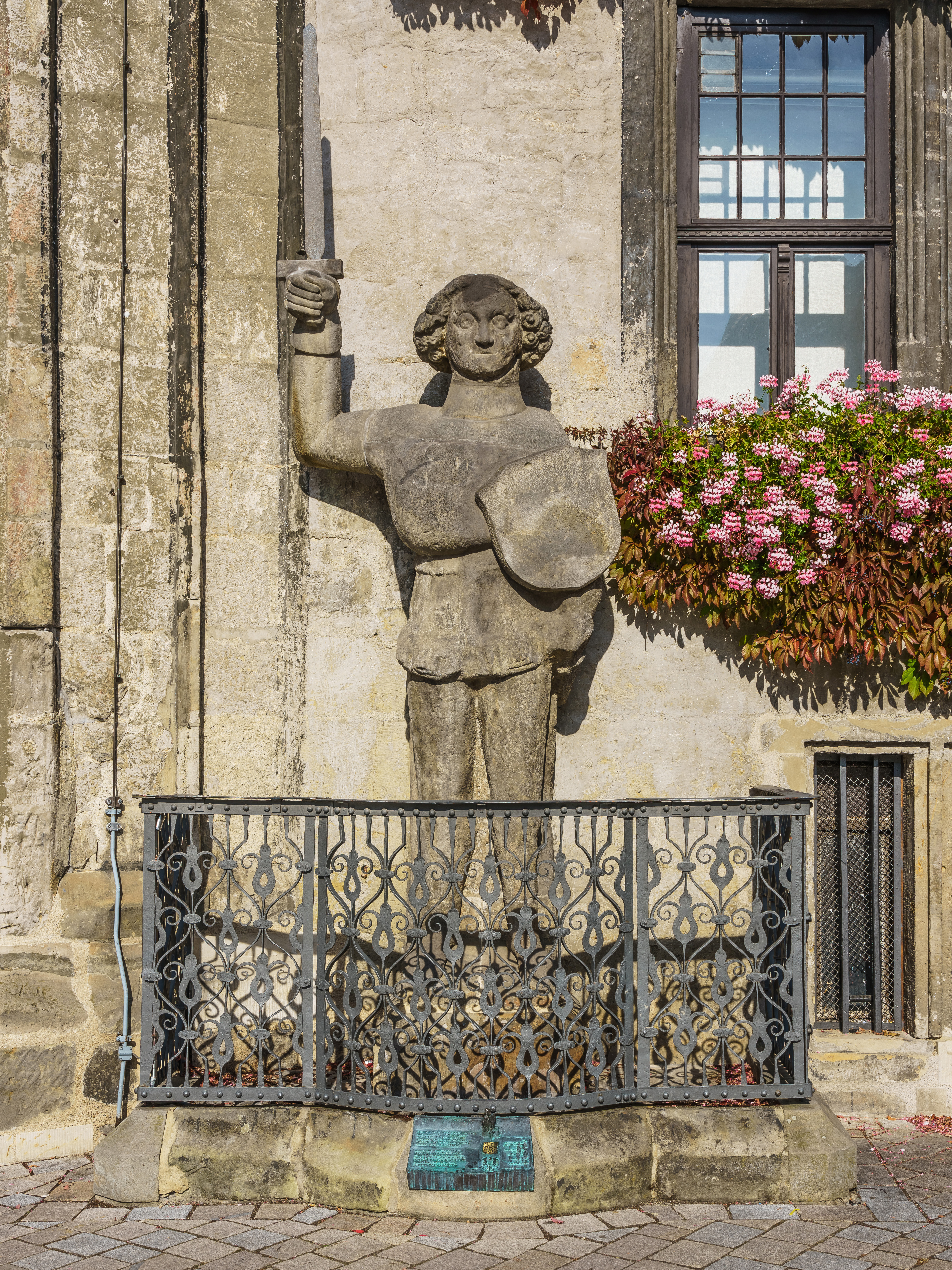
Quedlinburger Roland
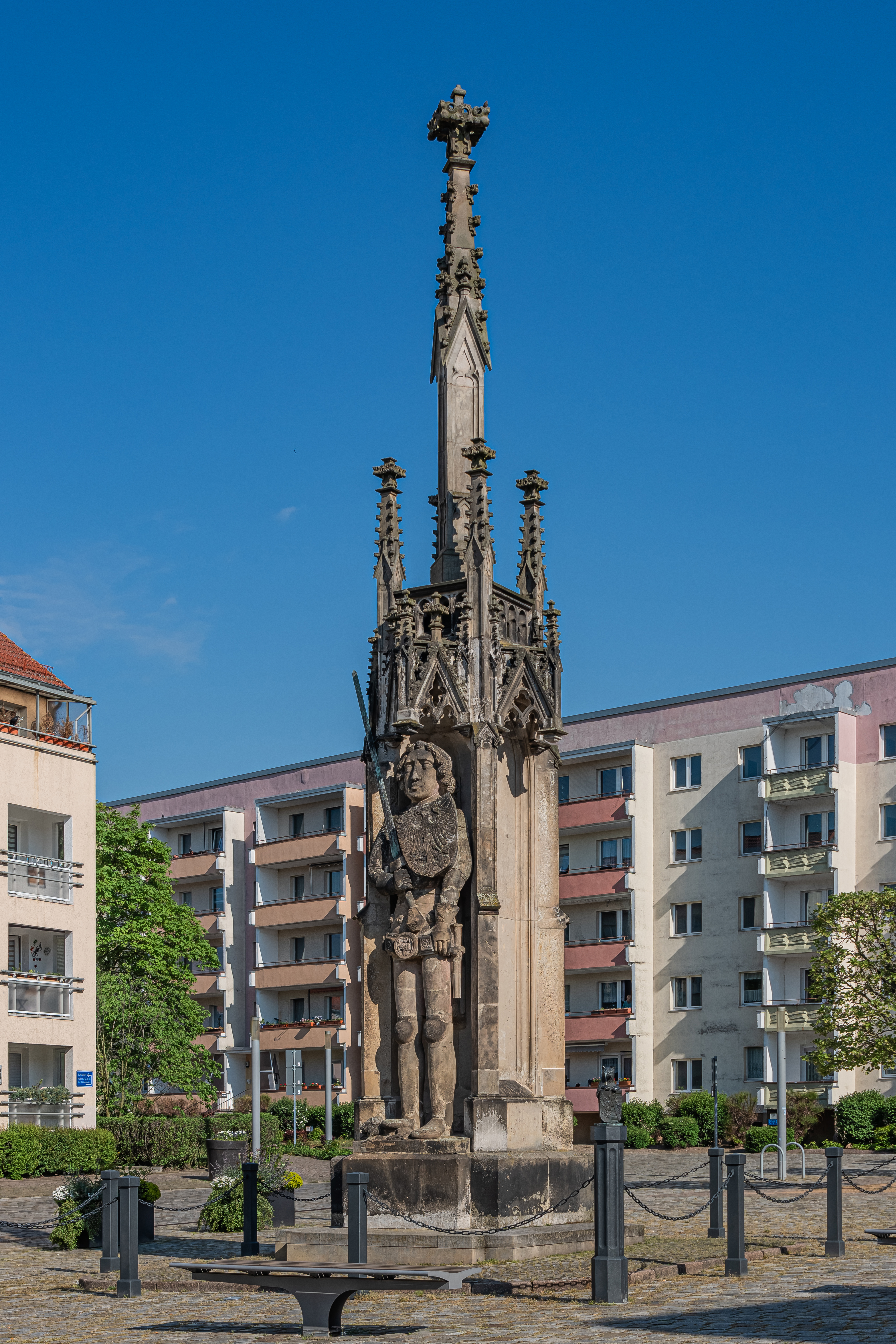
Rolandstatue in Zerbst (Markt)
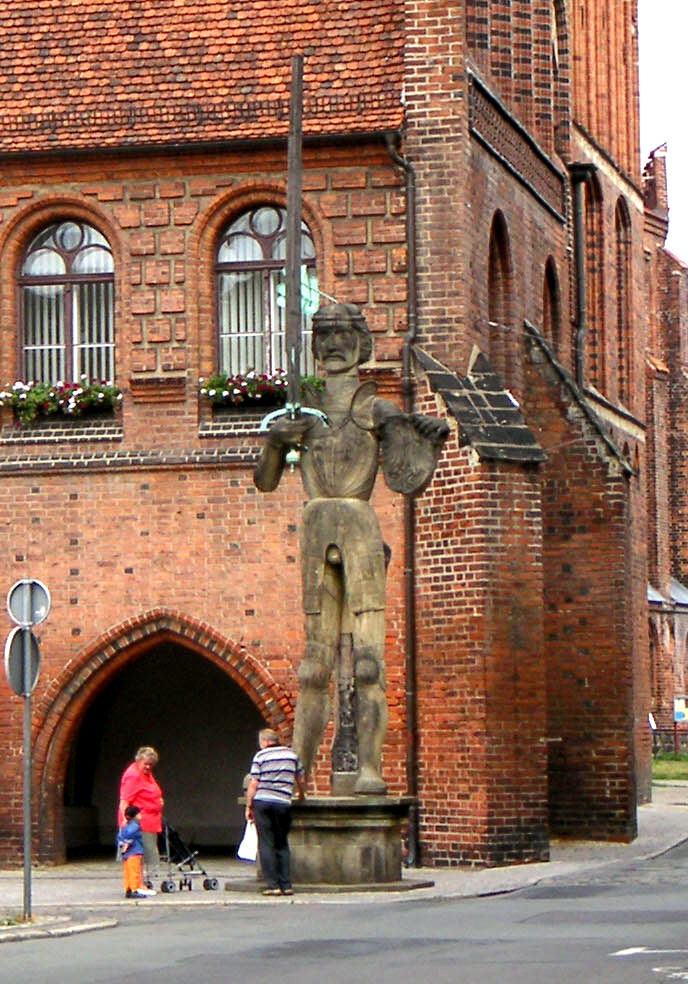
Roland in Stendal
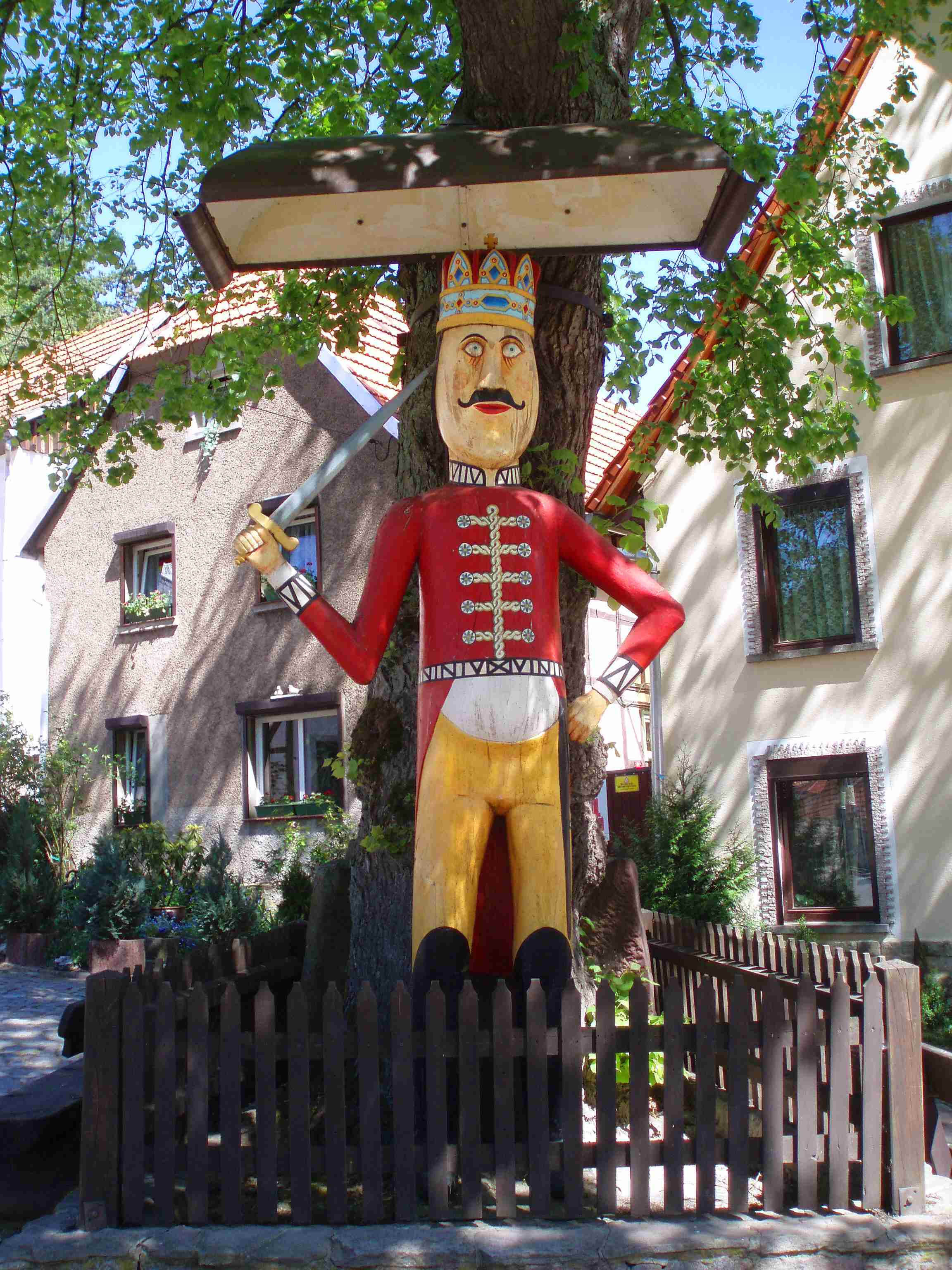
Questenberger Roland
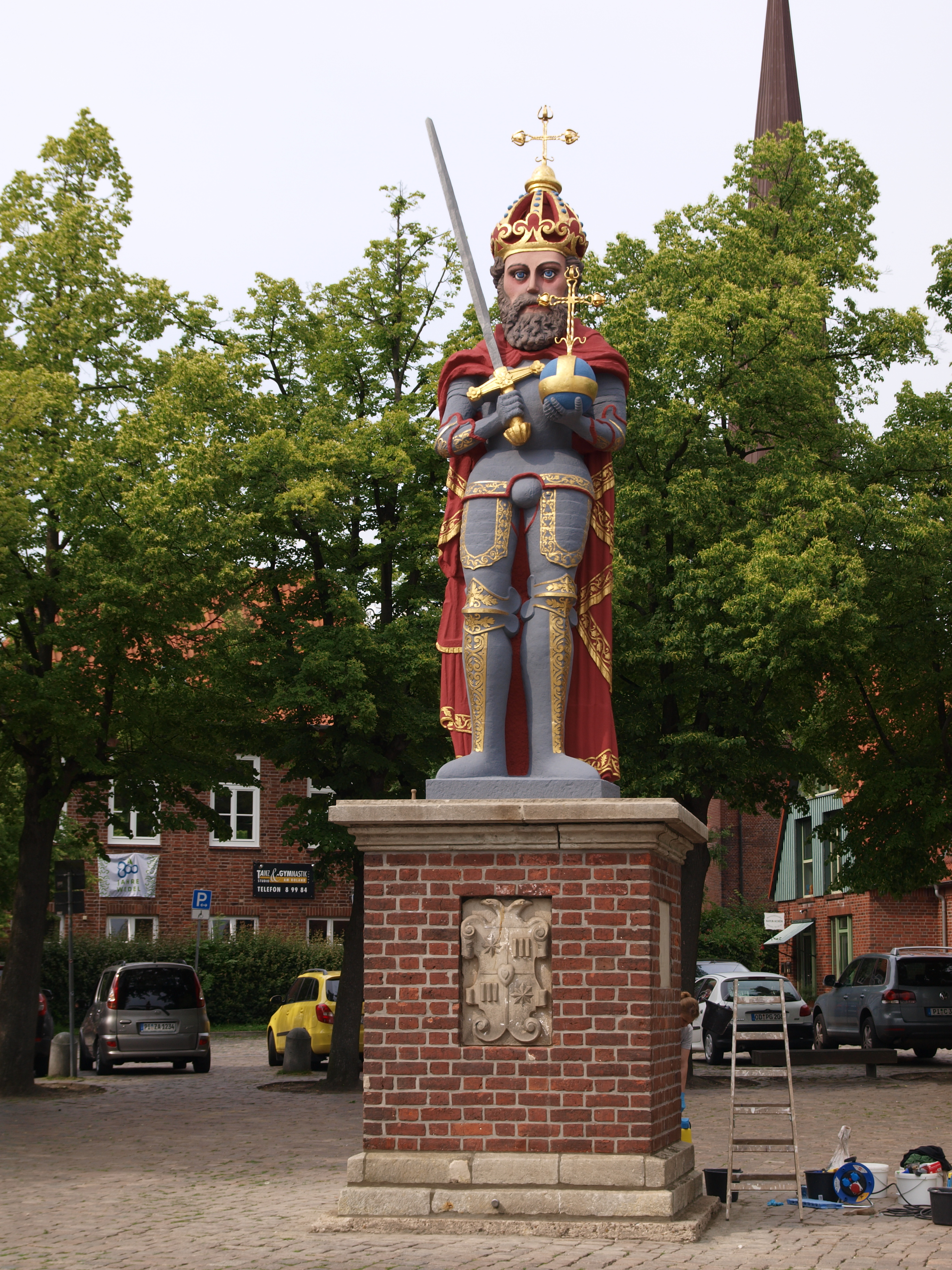
Wedeler Roland
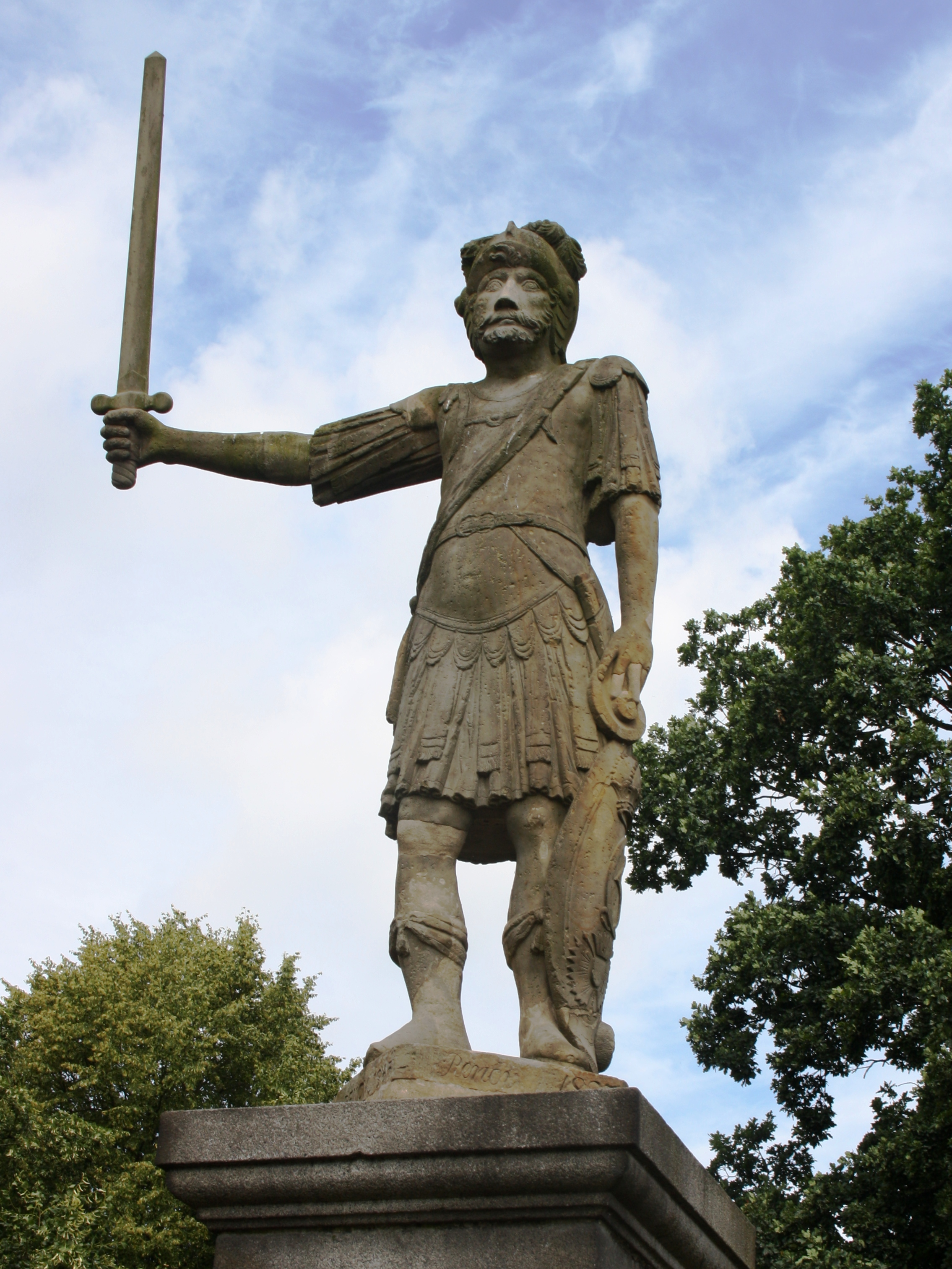
Roland in Bad Bramstedt
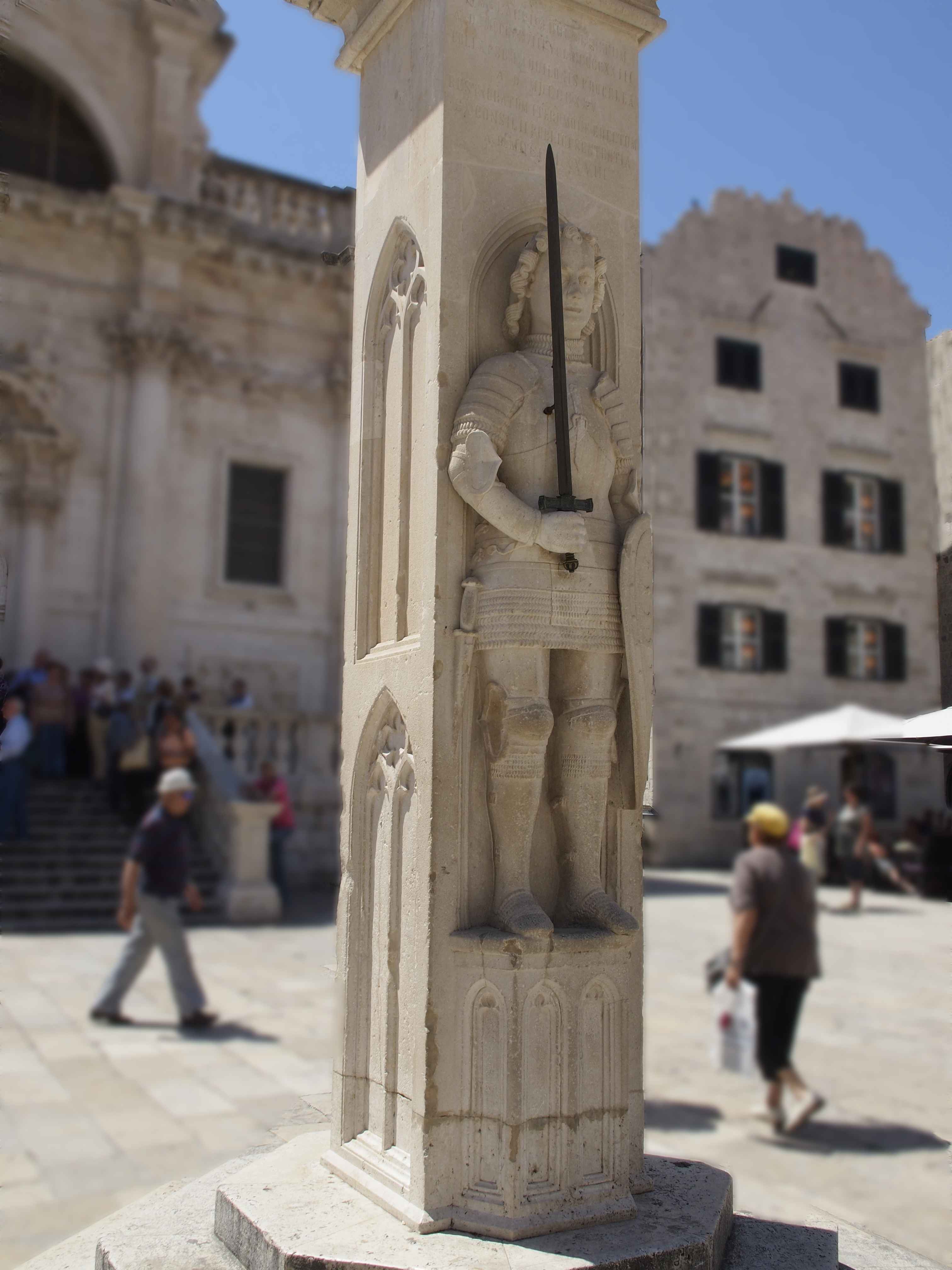
Orlando in Dubrovnik (Kroatien)
Der Roland in Riga (Lettland) (Nachbildung)
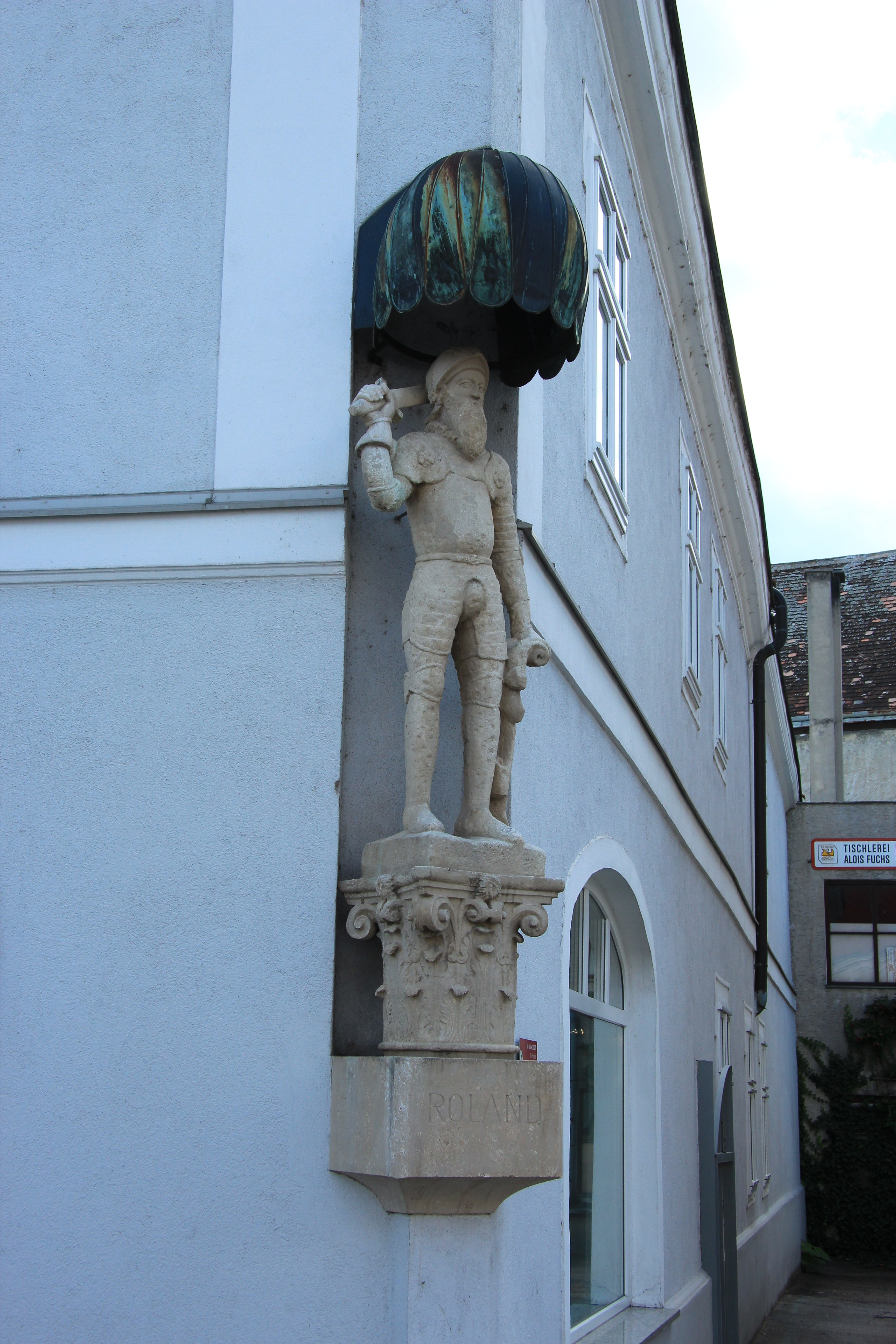
Rolandstatue an einem Bürgerhaus im niederösterreichischen Traismauer
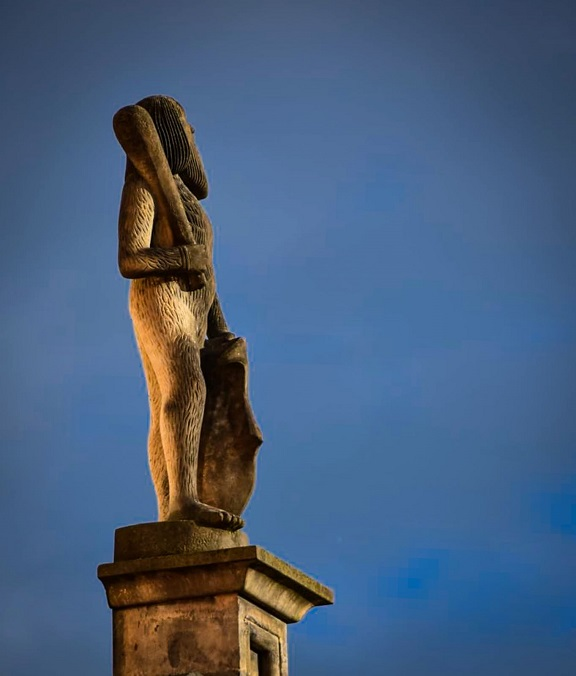
Kopie des Rolands mit Schild und Keule, das Original befindet sich im Museum in Litoměřice

- Weitere Rolandstatuen siehe unter: Liste der Rolandstatuen

## Briefmarkenserie
Historische Denkmale: Rolandsäulen ist der Titel einer Briefmarkenserie, die in den Jahren 1987 und 1989 von der Deutschen Post der DDR ausgegeben wurde. In dieser Serie wurden Rolandsäulen in der DDR dargestellt.